# Gerhard Wohlgemuth
Gerhard Wohlgemuth (* 16. März 1920 in Frankfurt am Main; † 26. Oktober 2001 in Halle (Saale)) war ein deutscher Komponist und Lektor.

## Leben
Gerhard Wohlgemuth wuchs in Bremen auf. Trotz seiner musikalischen Neigungen begann er nach seinem Abitur 1940 zunächst ein Medizinstudium an der Ernst-Moritz-Arndt-Universität Greifswald, das er bereits ein Jahr später mit dem Ausbruch des Zweiten Weltkrieges unterbrechen musste. 1944 führte eine Tuberkuloseerkrankung dazu, dass er den Militärdienst beenden und sein Medizinstudium an der Martin-Luther-Universität Halle-Wittenberg wieder aufnehmen konnte.
Als er 1948 für sein Concertino für Klavier und Orchester einen Preis erhielt, brach er das Studium ab. Seine musikalische Ausbildung war teils autodidaktisch, teils durch Privatunterricht (bei Fritz Reuter und Bronislaw von Pozniak (1887-1953)) erfolgt. Es folgten Engagements beim Landessender Halle (bis 1949), als Lektor beim Mitteldeutschen Verlag in Halle (1949 bis 1955) und schließlich als Cheflektor bei dem Friedrich Hofmeister Musikverlag in Leipzig (1955/56). Danach ließ er sich als freischaffender Komponist in Halle nieder, wo er von 1956 bis 1972 als Lehrbeauftragter für Musiktheorie am Musikwissenschaftlichen Institut der Hallenser Universität tätig war. Zeitweise war er auch beratender Lektor bei der VEB Edition Peters Leipzig. Wohlgemuth war Mitgründer und ab 1952 Vorstandsmitglied des Komponistenverbandes der DDR. Von 1969 bis 1991 war er Mitglied der Ost-Berliner Akademie der Künste. Sein bekanntester Schüler war Thomas Müller.
Er wurde unter anderem mit dem Kunstpreis der Stadt Halle (1955), dem Händelpreis des Bezirkes Halle (1962), für sein Violinkonzert mit dem Kunstpreis der DDR (1964), mit der Verdienstmedaille der DDR (1969), mit der Ehrennadel des Verbandes der Komponisten und Musikwissenschaftler der DDR in Silber (1972) und dem Vaterländischen Verdienstorden (1980, 1985) ausgezeichnet.

## Tonsprache
Wohlgemuths erste Kompositionen aus den 1940er Jahren, von denen sich der Komponist später weitgehend distanzierte, gemahnen in ihrem spielerisch-musikantischen Duktus an Paul Hindemith und verweisen daneben auf das deutsche Volkslied. Ab 1950 war Wohlgemuth bemüht, eine eigene Tonsprache zu entwickeln, die besonders in seinen großen Instrumentalwerken zur Geltung kommt. Meist gehen seine Werke von einer freien Tonalität aus, sind in den schnellen Sätzen rhythmisch prägnant und differenziert, in den langsamen Sätzen kantabel und weisen oft eine humorvolle, leicht groteske Tonsprache auf. Besondere Beachtung fand Wohlgemuth in den 1950er und 1960er Jahren, danach nahm seine Produktivität und Kreativität ab. Sein 1960 komponiertes Erstes Streichquartett sorgte in der DDR für kontroverse Diskussionen, da er sich in diesem Werk dodekaphoner Verfahren bediente, was teilweise als Verstoß gegen die damals vorherrschende Ästhetik des Sozialistischen Realismus gewertet wurde. Allerdings bedeutete dieses Werk keineswegs eine stilistische Festlegung Wohlgemuths; in zahlreichen anderen (späteren) Werken spielt Zwölftontechnik keine Rolle. Nach seiner eigenen ästhetischen Auffassung ist seine Musik zu verstehen als Synthese aus der (in den ersten Jahren der DDR offiziell erwünschten) Darstellung von Optimismus und Fortschritt sowie von Konflikten, Problemen und Spannungen, deren Lösung in der Musik darzustellen sei.

## Werke (Auswahl)
- Orchesterwerke
  - Sinfonie Nr. 1 (1953)
  - Sinfonie Nr. 2 (1958, rev. 1962)
  - Sinfonie Nr. 3 (1983)
  - Sinfonia breve (1952)
  - Sinfonietta (1956)
  - Suite für Orchester in fünf Sätzen (1953)
  - Händel-Metamorphosen. Variationen über eine Sarabande von Händel (1958)
  - Telemann-Variationen (1964)
  - „L‚‘Allegria“, Divertimento (1965)
  - Sinfonische Musik (1970)
  - zahlreiche Filmmusiken
- Konzerte
  - Concertino für Klavier und Orchester (1948)
  - Concerto piccolo für Klavier und kleines Orchester, EU-Musik Nr. 2 (um 1985)
  - Divertimento für Klavier und Orchester, EU-Musik Nr. 1 (um 1986/87)
  - Violinkonzert (1963)
  - Concertino für Oboe und Streichorchester (1957)
- Bühnenwerke
  - „Till“, Oper in vier Bildern (1952)
  - „Provençalisches Liebeslied“, Ballett (1954)
- Vokalmusik
  - „Jahre der Wandlung“, Oratorium  für Sprecher, Soli, Knabenchor und Orchester (1961)
  - „Genossen, der Sieg ist errungen“, Kantate für Soli, Chor und Orchester (1971)
  - „Wer ist der arm, der nicht zu träumen weiß“, Kantate für Soli, Chor und Orchester (1974)
  - Massenlieder
  - Lieder und Chöre
  - „Still senkt sich die Nacht hernieder“ (Weihnachtslied)
  - „Sterne über stille Straßen“ (Weihnachtslied)
- Kammermusik
  - Sextett für Streichinstrumente und Klavier (1955)
  - „Supremalitapega“ für Bläserquintett (1992)
  - Streichquartett Nr. 1 (1960)
  - Streichquartett Nr. 2 „Dölauer Quartett“ (1968)
  - Streichquartett Nr. 3 (1976/77)
  - Violinsonate (1955)
- Klaviermusik
  - Klaviersonate Nr. 2 B-Dur (1946)
  - 3 Sonatinen (1944, 1945, 1949)
  - Inventionen  (1949)
  - weitere kleinere Stücke
  - Variationen über ein Thema von G. F. Händel für zwei Klaviere (1969)
- Filmmusik
  - Der kleine Kuno (1959)
  - Entscheidung des Dr. Ahrendt (1959)
  - Mord an Rathenau (1961)
  - Die Abenteuer des Werner Holt (1964)
  - Die Ohrfeige (1966/67)
  - Rotkäppchen (1962)
  - Rüpel (1963)
  - Das Tal der sieben Monde (1967)
  - Turlis Abenteuer (1967)
  - Die Toten bleiben jung (1968)
  - Große Reise der Agathe Schweigert (1971/72)
  - Mann gegen Mann (1976)